# Japan Ice Hockey League 1970/71
Die Saison 1970/71 war die fünfte Spielzeit der Japan Ice Hockey League, der höchsten japanischen Eishockeyspielklasse. Meister wurden zum ersten Mal in der Vereinsgeschichte überhaupt die Seibu Prince Rabbits. Topscorer mit 40 Punkten wurde Koji Iwamoto von Meister Seibu Prince Rabbits. 

## Modus
In der Regulären Saison absolvierte jede der fünf Mannschaften insgesamt zwölf Spiele. Der Erstplatzierte nach der Regulären Saison wurde Meister. Für einen Sieg erhielt jede Mannschaft zwei Punkte, bei einem Unentschieden einen Punkt und bei einer Niederlage null Punkte.

## Reguläre Saison

### Tabelle
|    | Team                     | GP | W  | L  | T | GF  | GA  | Pts |
| -- | ------------------------ | -- | -- | -- | - | --- | --- | --- |
| 1. | Seibu Prince Rabbits     | 12 | 11 | 1  | 0 | 109 | 21  | 22  |
| 2. | Ōji Eagles               | 12 | 9  | 3  | 0 | 55  | 20  | 18  |
| 3. | Iwakura Ice Hockey Club  | 12 | 7  | 5  | 0 | 53  | 44  | 14  |
| 4. | Furukawa Ice Hockey Club | 12 | 2  | 10 | 0 | 25  | 104 | 4   |
| 5. | Fukutoku Ice Hockey Club | 12 | 1  | 11 | 0 | 17  | 70  | 2   |

GP = Spiele, W = Siege, L = Niederlagen, T = Unentschieden

### Toptorschützen
| Spieler           | Team    | Tore |
| ----------------- | ------- | ---- |
| Koji Iwamoto      | Seibu   | 22   |
| Osamu Wakabayashi | Seibu   | 18   |
| Minoru Itoh       | Iwakura | 14   |
| Takao Hikigi      | Ōji     | 14   |
| Isao Kakihara     | Seibu   | 14   |
| Tsutomu Hanzawa   | Seibu   | 14   |

## Auszeichnungen
- Most Valuable Player – Koji Iwamoto, Seibu Prince Rabbits

## All-Star-Team
| Torwart     | Minoru Misawa (Seibu)                                               |
| Verteidiger | Fumio Yamazaki (Seibu) – Hiroshi Hori (Seibu)                       |
| Stürmer     | Koji Iwamoto (Seibu)– Osamu Wakabayashi (Seibu)– Takao Hikigi (Ōji) |